# Ignác František Mára
Ignác František Mára (1709 Havlíčkův Brod – 1783 Berlín) byl český violoncellista a skladatel přechodu pozdního baroka a klasicismu.

## Život
Ignác František Mára (také běžně v německé podobě Ignaz nebo Ignatius Mara) se narodil v Havlíčkově Brodě v Čechách, kde získal své hudební vzdělání. Také Ignácův mladší bratr Kajetán byl hudebník, stal se varhaníkem, ředitelem kůru a skladatelem duchovní hudby v katedrále sv. Víta v Praze.
V roce 1742 Ignác František nastoupil jako komorní hráč u královského dvora v Berlíně, kde pobíral roční plat 600 tolarů. V mládí byl znám jako skvělý sólista. V roce 1779, kdy již nevystupoval jako sólista, byl známý jako vynikající orchestrální hudebník. Zemřel v Berlíně v roce 1783.
Ignácův syn Johann Baptist se také stal violoncellistou a skladatelem působícím v Berlíně. Johann Baptist byl zapleten do složitého manželství se sopranistkou Gertrud Elisabeth Márovou. 

## Dílo
Jediné dílo, které lze s jistotou připsat Ignáci Márovi, je Koncert Es dur pro violu, smyčce a basso continuo. Koncert se dochoval ve dvou rukopisných zdrojích a je v obou zdrojích připisován „Ignazio Mara“. Jakýkoli pokus připsat další díla buď Ignácovi, nebo jeho synovi Johannu Baptistovi, je ztížen tím, že všechny ostatní rukopisy jsou podepsány pouze „Mara“. Je to o to těžší, že oba hudebníci komponovali v podobných žánrech.